# Al-Madinat al-Zahira
- coordinate non specificate

al-Madīnat al-Zāhira (in arabo ﺍﻟﻤﺪﻳﻨـة ﺍﻟﺰﺍﻫﺮة‎?), ossia "la città splendente", fu la residenza cordovana di Muhammad ibn Abī 'Āmir al-Mansūr (detto Almanzor) e dei suoi figli, che da qui governarono il Califfato andaluso di Cordova dal 978 al 1009.

## Costruzione
Non appena prese a governare in nome del Califfo Hishām II, nel 978, al-Mansūr fece avviare la costruzione di un magnifico palazzo, poco a est di Cordova, sulla sponda destra del Guadalquivir, nel sito di Ālash o di Ballash o di Manzil Ibn Badr. Voleva in tal modo per un verso sottolineare la sua grandezza e garantire per altro verso la propria sicurezza personale. I lavori progredirono assai rapidamente e dal 981 il potente hājib vi s'installò. A causa del nome e della sua funzione, il luogo era il corrispettivo ma non paragonabile a quello di Madīnat al-Zahrāʾ, la residenza dei califfi ʿAbd al-Rahmān III e di al-Hakam II, edificato questo a ovest della capitale andalusa.

## Popolazione
Almanzor fece innanzi tutto venire nella nuova residenza la propria famiglia: mogli, figli e parenti prossimi con tutti i loro servitori ma vi giunsero anche un gran numero di operai, artigiani e artisti impegnati nel completamento della residenza e in cerca di committenze. Dal momento che il hājib volle farne il centro del suo potere, un gran numero di funzionari civili e religiosi fu indotto a spostarsi ad al-Madīnat al-Zāhira, installandosi nei suoi dintorni per approfittare dei privilegi immobiliari offerti generosamente dal loro signore. La città era fortificata, cosicché fu logico che vi risiedessero anche numerosi soldati, con tutto quanto poteva accompagnarsi alla loro attività (depositi di armi e fucine, refettori, dispensari e magazzini per viveri. Anche i mercanti giunsero presto nei pressi della residenza, spinti dalla speranza di concludere buoni e lucrosi affari, facendo sorgere di conseguenza negozi e sūq.

## Distruzione
I figli di al-Mansūr non furono all'altezza del padre, facendo di conseguenza decadere la città. Il 15 febbraio 1009, la città fu invasa dalla popolazione cordovana. Ogni costruzione fu saccheggiata e danneggiata, segnando inevitabilmente il destino di al-Madīnat al-Zāhira. Nulla doveva rimanere in piedi ad attestare l'effimera potenza raggiunta dalla famiglia amiride che aveva avvilito la dinastia omayyade. Tutto fu raso al suolo e devastato al punto tale che gli archeologi non sono ancor oggi sicuri del luogo su cui sorgeva un tempo la sfarzosa residenza voluta da Almanzor.